# Přímluva svatých

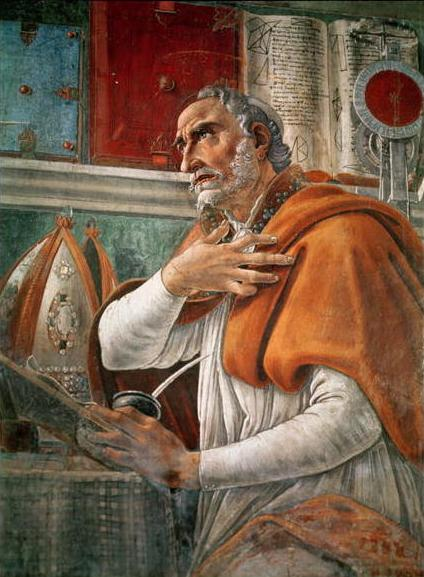
„Když slavnostními shromážděními slavíme narozeniny tohoto velkého muže, Pánova předchůdce, blahoslaveného Jana, prosme o pomoc jeho modlitby. Protože je přítelem ženicha, jak vidíte, může i pro nás získat to, abychom mohli patřit ženichovi, abychom byli považováni za hodné získat jeho milost.“ – Svatý Augustin

Přímluva svatých je křesťanské učení, které tvrdí, že svatí se mohou přimlouvat za druhé. Přimlouvat se znamená jít nebo přijít mezi dvě strany, prosit jednu z nich za druhou. V církevním užívání se obě slova chápou ve smyslu zásahu především Krista a druhotně Panny Marie, andělů a svatých ve prospěch lidí. Učení zastávají katolická, pravoslavná církev, asyrská východní církev, starobylé východní církve a někteří luteráni a anglikáni (především ti z evangelicko-katolické, respektive anglo-katolické církve). Praxi prosit svaté o přímluvu lze nalézt v křesťanských spisech od 3. století.
Apoštolské vyznání víry ze 4. století uvádí víru ve společenství svatých, což některé církve interpretují jako podporu přímluvy svatých. Podobná praxe je však sporná v judaismu, islámu a protestantismu. 

## Biblický základ

### Přímluva živých za živé
Podle Listu Římanům se živí mohou přimlouvat za živé: 
Prosím vás (Pavel), bratří, pro našeho Pána Ježíše Krista a pro lásku, která je z Ducha, pomáhejte mi v boji svými přímluvami u Boha – Řím 15, 30 (Kral, ČEP). 
Maria se přimlouvá na svatbě v Káně a je příležitostí k Ježíšovu prvnímu zázraku. „Třetího dne byla svatba v Káně Galilejské. Byla tam Ježíšova matka; na svatbu byl pozván také Ježíš a jeho učedníci. Když se nedostávalo vína, řekla Ježíšovi jeho matka: ,Už nemají víno.ʻ Ježíš jí řekl: ,Co to ode mne žádáš (ženo)! Ještě nepřišla má hodina.ʻ Matka řekla služebníkům: ,Udělejte, cokoli vám nařídíʻ“ – Jan 2, 1–5 (Kral, ČEP).
Když se Bohu nelíbili čtyři muži, kteří se pokoušeli radit patriarchovi Jobovi, řekl jim: „Můj služebník Jób ať se za vás modlí. Já ho přijmu milostivě a nepotrestám vás za vaše poblouzení, že jste o mně nemluvili náležitě jako můj služebník Jób“ – Job 42, 8 (Kral, ČEP).
Mojžíš řekl Bohu: „Promiň prosím tomuto lidu vinu podle svého velikého milosrdenství, jako jsi mu ji odpouštěl od Egypta až sem.“  Hospodin odvětil: „Na tvou přímluvu promíjím" – Nm 14, 19–20 (Kral, ČEP).
Starší církve se mohou za nemocné přimlouvat. „Je někdo z vás nemocen? Ať zavolá starší církve, ti ať se nad ním modlí a potírají ho olejem ve jménu Páně. Modlitba víry zachrání nemocného, Pán jej pozdvihne, a dopustil-li se hříchů, bude mu odpuštěno“ – Jak 5, 14–15 (Kral, ČEP).

### Přímluva živých za zemřelé
Viz též: Modlitba za zemřelé
Někteří vykládají Druhý list Timoteovi – 2Tm 1, 16–18 (Kral, ČEP) tak, že podporují modlitbu za zemřelé: „Kéž Pán prokáže milosrdenství Oneziforově rodině. Několikrát mě potěšil a nestyděl se za mé řetězy; když přišel do Říma, usilovně mě hledal, až mě našel. Kéž mu Pán dá, aby u něho našel milosrdenství v onen den. A jaké služby vykonal v Efezu, víš nejlépe sám.“
Deuterokanonický spis 2 Makabejská 12,43–46 výslovně hovoří o modlitbě živých za mrtvé: „A protože se domníval, že ti, kdo usnuli zbožností, mají pro sebe uloženou velkou milost, a kdyby nedoufal, že ti, kdo byli zabiti, vstanou z mrtvých, zdálo by se mu zbytečné a marné modlit se za mrtvé, shromáždil dvanáct tisíc drachem stříbra a poslal je do Jeruzaléma na obětní dar za hříchy mrtvých. Proto je svatá a zdravá myšlenka modlit se za mrtvé, aby byli osvobozeni od hříchů.“

### Přímluva zemřelých za živé
Raní křesťané odvozovali některé své názory z judaismu. „Přinejmenším někteří Židé v prvním století věřili, že andělé v nebi se modlí za ty, kdo jsou na zemi, a předkládají jejich modlitby Bohu. Ti v nebi – Aniáš, Jeremiáš a andělé – byli úzce zapojeni do dění na zemi.“ V Lukášově evangeliu – Lk 15, 7 (Kral, ČEP) Ježíš říká, že ti v nebi se radují, když hříšník činí pokání. V Listu Židům – Žd 12, 1 (Kral, ČEP) o nich autor mluví jako o „oblaku svědků“. Podle Lawrence Farleyho „bylo součástí víry církve v prvním století, že ti v nebi se přimlouvají za ty na zemi.“
Tomáš Akvinský cituje Zjevení Janovo – Zj 8, 4 (Kral, ČEP): „A vystoupil dým kadidla spolu s modlitbami posvěcených z ruky anděla před Boží tvář.“
Jak zastánci, tak odpůrci přímluv svatých citují Knihu Jób – Job 5, 1 (Kral, ČEP): „Jen si volej, odpoví ti někdo? Na koho ze svatých se obrátíš?“
Kristovo podobenství o boháči a Lazarovi v Lukášově evangeliu – Lk 16, 19–31 (Kral, ČEP) naznačuje možnost zemřelých modlit se za živé.
Přímluva zemřelých za živé je uvedena ve 2. knize Makabejské 15,14-17; přímluva za Izrael ze strany zesnulého velekněze Oniáše III. a přímluva Jeremiáše, proroka, který zemřel téměř o 400 let dříve. „Oniáš promluvil a řekl: ,Toto je muž, který miluje bratry a mnoho se modlí za lid a svaté město, Jeremiáš, Boží prorok.ʻ“

## Katolický pohled

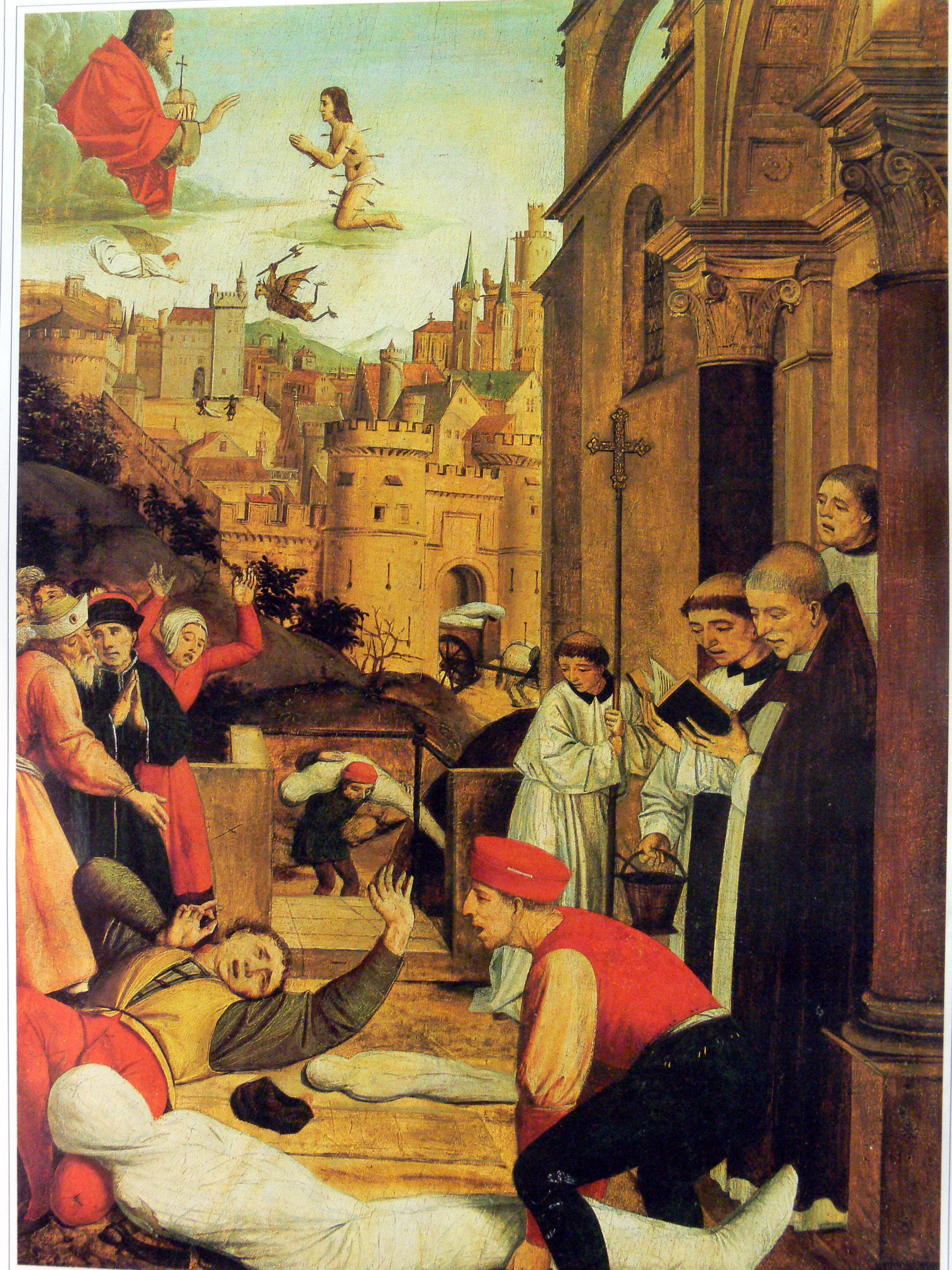
Svatý Šebestián prosí Ježíše (vlevo nahoře) za život hrobníka postiženého morem během justiniánského moru. (Josse Lieferinxe, asi 1497–1499)

Katolická nauka podporuje přímluvnou modlitbu ke svatým. Tato praxe je projevem nauky o společenství svatých. Určitým základem pro ni bylo v počátcích přesvědčení, že mučedníci přecházejí bezprostředně do Boží přítomnosti a mohou získávat milosti a požehnání pro ostatní, což přirozeně a bezprostředně vede k jejich přímému vzývání. Další posilu představoval kult andělů, který, ačkoli byl předkřesťanského původu, byl věřícími poapoštolské doby vřele přijímán.
Řehoř Naziánský řekl o svém zesnulém otci: „Jsem si jist, že jeho přímluvy jsou nyní užitečnější, než bylo jeho poučování v dřívějších dobách, neboť je Bohu blíže, když nyní setřásl svá tělesná pouta a osvobodil svou mysl od hlíny, která ji zatemňovala.“ A Jeroným napsal: „Mohou-li se apoštolové a mučedníci ještě v těle modlit za jiné v době, kdy se ještě musí starat o sebe, oč více se mohou modlit po získání svých korun, vítězství a triumfů! Jeden muž, Mojžíš, získává od Boha odpuštění pro šest set tisíc mužů ve zbrani; a Štěpán, napodobitel Páně a první mučedník v Kristu, prosí o odpuštění pro své pronásledovatele; a bude jejich síla menší poté, co začali být s Kristem?“
Učení o přímluvách a vzývání stanovil Tridentský koncil, který učí, že „... svatí, kteří kralují spolu s Kristem, předkládají Bohu své vlastní modlitby za lidi. Je dobré a užitečné se jich úpěnlivě dovolávat a utíkat se k jejich modlitbám, pomoci a podpoře, abychom získali dobrodiní od Boha skrze jeho Syna Ježíše Krista, našeho Pána, který jediný je naším Vykupitelem a Spasitelem“.
Přímluvnou modlitbu ke svatým osobám, které ještě nebyly blahořečeny, mohou konat i jednotlivci a během formálního procesu beatifikovány a kanonizace se velmi často objevují důkazy o zázracích, které jsou výsledkem takové modlitby.
Podle Katechismu katolické církve:
§956 Přímluva svatých. „Nebešťané totiž tím, že jsou důvěrněji spojeni s Kristem, upevňují celou církev ve svatosti ... neustále se za nás přimlouvají u Otce a podávají mu zásluhy, které získali na zemi skrze jediného prostředníka mezi bohem a lidmi, Ježíše Krista ... Jejich bratrská péče o nás nám tedy vydatně pomáhá v naší slabosti.“ (2. vatikánský koncil, LG 49).
– KKC – Společenství svatých

Někteří katoličtí učenci hodnotili vzývání a přímluvy svatých s kritickým pohledem na středověké tendence představovat si svaté v nebi, jak rozdávají milosti, komu chtějí, a místo toho viděli ve správné úctě ke svatým prostředek odpovědi na Boží působení v nás prostřednictvím těchto stvořených vzorů v připodobnění se Kristu.
V ekumenických rozhovorech bylo dosaženo shody, že „prosba svatých, aby se za nás přimlouvali, vyjadřuje solidaritu církve, v níž si všichni mají být vzájemnou oporou. Analogicky k tomu, co se děje mezi živými osobami, je prosba směřující ke svatému, aby se za nás modlil, přesným vyjádřením solidarity v Ježíši Kristu, a to v průběhu věků a napříč různými způsoby lidské existence“.
Přímluvné modlitby ke svatým hrají důležitou roli také v pravoslavných a starobylých východních církvích, jako je koptská pravoslavná církev. Kromě toho někteří anglo-katolíci věří v přímluvu svatých.

## Protestantské pohledy
S výjimkou několika raných protestantských církví většina moderních protestantských církví důrazně odmítá přímluvu zemřelých za živé, ale je pro přímluvu živých za živé podle Listu Římanům – Řím 15, 30 (Kral, ČEP).

### Luteránský pohled

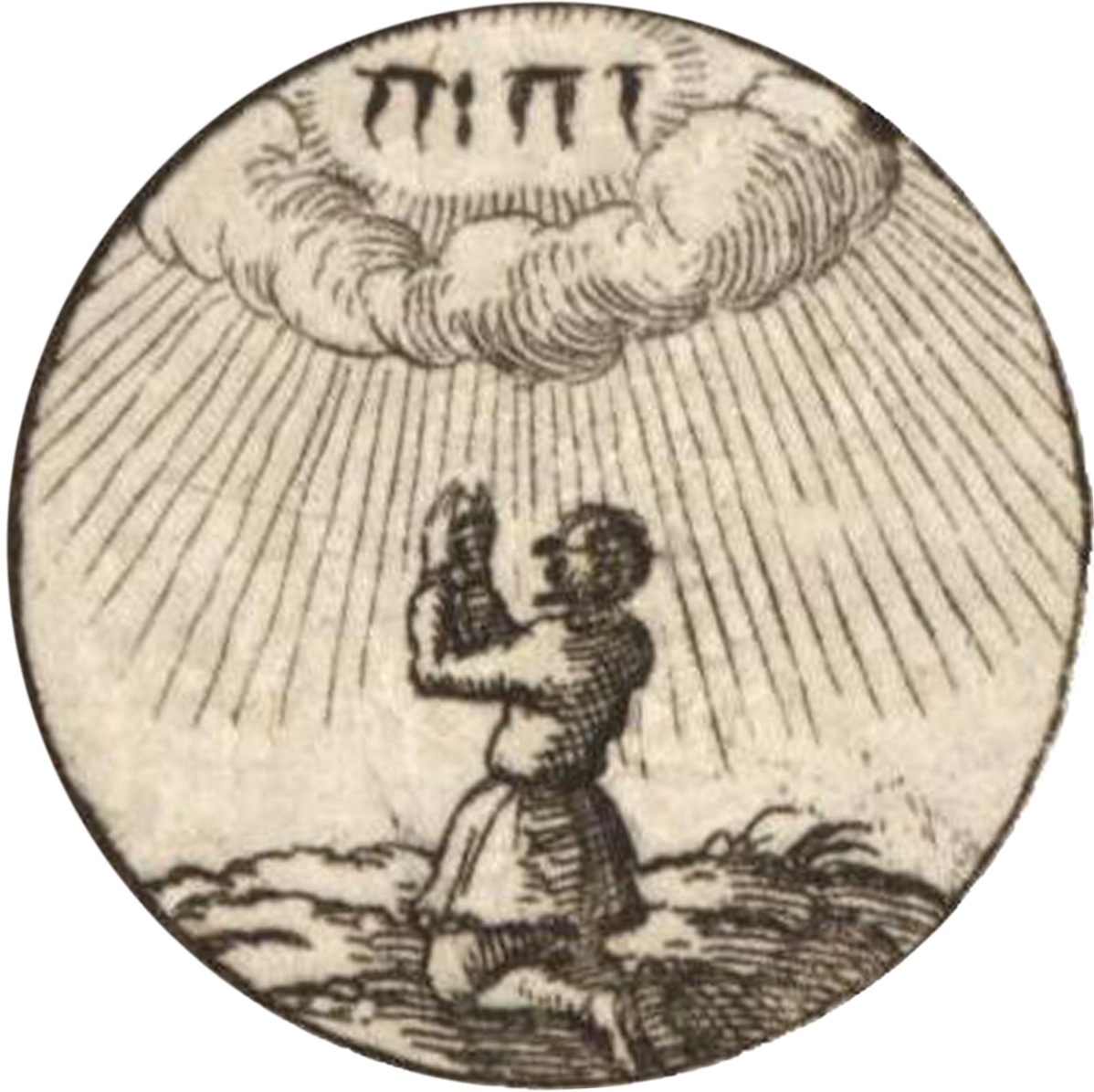
„Písmo neučí vzývat svaté ani je prosit o pomoc. Předkládá nám totiž pouze Krista jako prostředníka, smírnou oběť, velekněze a přímluvce.“ (Augsburské vyznání (luteránské), článek XXI.)

Luteránská vyznání schvalují uctívání svatých děkováním Bohu za příklady jeho milosrdenství, používáním svatých jako příkladů pro posílení víry věřících a napodobováním jejich víry a dalších ctností. Augsburské vyznání sice odmítá vzývání svatých s prosbou o jejich pomoc, ale potvrzuje, že „se modlí za všeobecnou církev“ v životě i v nebi. Augsburské vyznání zdůrazňuje, že Kristus je jediným prostředníkem mezi Bohem a člověkem, a proto je jediným, ke komu a skrze koho by se křesťané měli modlit. Ačkoli to většina luteránských denominací nedělá, luteránská denominace Evangelikální komunita luteránská církev (Evangelical Community Church-Lutheran) s Evangelikální katolickou církví (Evangelical Catholic churchmanship) – potvrdila víru v přímluvu svatých.
Pokud jde konkrétně o Pannu Marii, Martin Luther prosazoval používání předtridentské verze modlitby Zdrávas Maria jako projev úcty a zbožnosti k ní. Luteránská modlitební kniha Betbüchlein z roku 1522 tak zachovala Ave Maria.

### Anglikánský pohled
První anglikánské články víry, Deset článků (1536), obhajovaly praxi modliteb ke svatým, přičemž Královská kniha, oficiální prohlášení o náboženství z roku 1543, věnuje celý oddíl významu modlitby Ave Maria („Zdrávas Maria“). Třicet devět článků (1563) však odsuzuje „vzývání svatých“ jako „zálibu, marně vymyšlenou a nepodloženou žádnou zárukou Písma, ale spíše odporující Božímu slovu“ (článek XXII.).
Teologové v anglikánském společenství jasně rozlišují mezi „římským“ učením o vzývání svatých a tím, co považují za „patristické“ učení o přímluvách svatých, přičemž druhé povolují, ale první zakazují. Biskup William Forbes označil anglikánskou praxi za vzývání svatých, což znamená „prosit svaté, aby se modlili s nimi a za ně, nikoli se modlit k nim“.

### Kalvinistický pohled
Stejně jako luteráni, i přísní kalvinisté chápou „společenství svatých“ zmíněné v Apoštolském vyznání víry jako společenství všech věřících, včetně těch, kteří zemřeli, ale vzývání zesnulých svatých považují za přestoupení prvního přikázání desatera. Konkrétně Jan Kalvín v Institutu křesťanského náboženství () věří, že Bible ukazuje, že hlavní princip bohoslužby spočívá v přímém vzývání Boha. Kalvín cituje Žalm – Ž 44 (Kral, ČEP): „Jestliže jsme zapomněli na jméno svého Boha nebo jsme vztáhli ruce k cizímu bohu, což to Bůh nevyšetří?“. Další zásada, kterou Kalvín z Bible vyvozuje, je, že veškerá modlitba se musí konat pouze na Kristovu přímluvu. Kalvín učí, že v Listu Židům – Žd 13, 15 (Kral, ČEP) se křesťanům připomíná, že „bez zásahu jeho kněžství nejsou naše rty dost čisté, aby mohly oslavovat Boží jméno“. Díky Kristově přímluvě se podle Kalvína mohou křesťané připojit k apoštolu Pavlovi a „modlit se bez přestání;“ – 1Sol 5, 17 (Kral, ČEP). Naproti tomu praxe modliteb ke svatým je podle Kalvína projevem „nedůvěry, protože se buď nespokojují s Kristem jako přímluvcem, nebo ho o tuto čest zcela připravili“.

### Metodistický pohled
Článek XIV. metodistických Článků náboženství z roku 1784, který je ozvěnou anglikánských Třiceti devíti článků, odmítá vzývání svatých a prohlašuje, že toto učení je „bláznivá věc, marně vymyšlená a nepodložená žádným důvodem z Písma, ale spíše odporující Božímu slovu“.

## Paralely v jiných náboženstvích

### Judaismus
O židovské víře v přímluvu svědčí jak otcovská požehnání předávaná Abrahámem jeho dětem, tak 2. kniha Makabejská, kde Juda Makabejský vidí mrtvého Oniáše a Jeremiáše, jak žehnají židovskému vojsku. Ve starověkém judaismu bylo také oblíbené modlit se o přímluvu u archanděla Michaela navzdory rabínskému zákazu obracet se na anděly jako prostředníky mezi Bohem a jeho lidem. Byly sepsány dvě modlitby, v nichž ho jako knížete milosrdenství prosil o přímluvu ve prospěch Izraele: jednu sepsal Eliezer ha-Kalir a druhou Juda ben Samuel he-Hasid. Odpůrci této praxe se domnívají, že modlitby se smějí obracet pouze k Bohu. 
V moderní době je jedním z největších rozporů v židovské teologii (haškafa) otázka, zda lze prosit o pomoc cadika – mimořádně spravedlivého člověka. Hlavní spor se vede o praxi prosit cadika, který již zemřel, aby se přimluvil u Všemohoucího. Tato praxe je rozšířená především mezi chasidskými Židy, ale v různé míře se vyskytuje i v jiných, obvykle cháridských komunitách. Její nejsilnější opozice se vyskytuje převážně mezi sektory moderního ortodoxního judaismu, Dor Daim a Talmide haRambam, a mezi některými aspekty litvické cháridské komunity. Odpůrci této praxe se obvykle ohrazují proti problému modloslužby, neboť židovský zákon přísně zakazuje využívat prostředníka (melitz) nebo zprostředkovatele (sarsur) mezi sebou a Všemohoucím.
Názory těch židovských skupin, které se staví proti používání přímluvců, jsou obvykle mírnější, pokud jde o prosby k Všemohoucímu pouze za „zásluhy“ (tzechut) cadika. 
Ti Židé, kteří podporují používání přímluvců, tvrdí, že jejich prosby k cadikovi nejsou modlitbou ani uctíváním, případně že se stále modlí k Bohu a skrze Boha, ale druhotně komunikují s cadikem. Spor mezi těmito skupinami se v podstatě vede o to, co je modlitba, uctívání, prostředník (melitz) a zprostředkovatel (sarsur). 

### Islám
Hlavní článek: Tawassul
Tawassul je praxe, při níž se někdo používá jako prostředek nebo prostředník při prosbě směřující k Bohu. Příkladem může být např. „Ó můj Pane, pomoz mi s [takovou a takovou potřebou] kvůli lásce, kterou chovám k Tvému Prorokovi.“
Někteří šíité se obracejí s prosbou o přímluvu ke svatým, zejména k Muhammadovu zeti Alímu a Alího synovi Husajnovi. Podle Muhammada al-Baqira je valája vůči Alímu považována za základní kritérium víry i spásy.

### Mandejství
Jména uthrů (nebeských bytostí ve Světle) v mandejských modlitbách, jako jsou kanonické modlitby Qulasta. Některé z těchto modliteb, například modlitba Asut Malkia (modlitba Qulasta 105) a modlitba Ṭabahatan (modlitba Qulasta 170), obsahují dlouhé seznamy předků, uthrů a proroků, jako je Adam a Jan Křtitel.

### Náboženství Sererů(Fat roog)
Hlavní článek: Fat roog
V náboženství Sererů v Senegalu, Gambii a Mauretánii jsou někteří z jejich dávných mrtvých považováni analogicky za svaté, kterým se v sererštině říká Pangool. Tito dávní předkové působí jako prostředníci mezi světem živých a jejich nejvyšším božstvem Roogem.